# Boriss Monjaks
Boriss Monjaks (Riga, 11 aprile 1970) è un ex calciatore lettone, di ruolo difensore.

## Carriera

### Club
In epoca sovietica giocò con lo Zveynieks Liepaya, una delle poche squadre lettoni a disputare i campionati nazionali.
Successivamente giocò nello Skonto con cui vinse due campionati lettoni. Tornò quindi allo Zveynieks, nel frattempo rinominato prima Baltika e poi Metalurgs.
Giocò, quindi, con il LU-Daugava per due stagioni, poi, con il fallimento del club, chiuse la carriera con il PFK Daugava.

### Nazionale
Esordì in nazionale il 18 novembre 1992 in amicheole contro la Polonia, subentrando al 70' a Sergejs Jemeļjanovs. Esordì, invece, da titolare nell'amichevole contro l'Estonia del 2 febbraio 1993.
Totalizzò 16 presenze in nazionale, senza mettere a segno reti, ma contribuendo alla vittoria di due Coppe del Baltico (nel 1993 e nel 1995).

## Statistiche

### Cronologia presenze e reti in Nazionale
| Cronologia completa delle presenze e delle reti in nazionale ― Lettonia | Cronologia completa delle presenze e delle reti in nazionale ― Lettonia | Cronologia completa delle presenze e delle reti in nazionale ― Lettonia | Cronologia completa delle presenze e delle reti in nazionale ― Lettonia | Cronologia completa delle presenze e delle reti in nazionale ― Lettonia | Cronologia completa delle presenze e delle reti in nazionale ― Lettonia | Cronologia completa delle presenze e delle reti in nazionale ― Lettonia | Cronologia completa delle presenze e delle reti in nazionale ― Lettonia |
| Data                                                                    | Città                                                                   | In casa                                                                 | Risultato                                                               | Ospiti                                                                  | Competizione                                                            | Reti                                                                    | Note                                                                    |
| ----------------------------------------------------------------------- | ----------------------------------------------------------------------- | ----------------------------------------------------------------------- | ----------------------------------------------------------------------- | ----------------------------------------------------------------------- | ----------------------------------------------------------------------- | ----------------------------------------------------------------------- | ----------------------------------------------------------------------- |
| 18-11-1992                                                              | Iława                                                                   | Polonia                                                                 | 1 – 0                                                                   | Lettonia                                                                | Amichevole                                                              | -                                                                       | 70’                                                                     |
| 21-2-1993                                                               | Vantaa                                                                  | Lettonia                                                                | 2 – 0                                                                   | Estonia                                                                 | Amichevole                                                              | -                                                                       |                                                                         |
| 2-7-1993                                                                | Pärnu                                                                   | Estonia                                                                 | 0 – 2                                                                   | Lettonia                                                                | Coppa del Baltico 1993                                                  | -                                                                       | 46’                                                                     |
| 3-6-1994                                                                | Riga                                                                    | Lettonia                                                                | 2 – 0                                                                   | Malta                                                                   | Amichevole                                                              | -                                                                       | 64’                                                                     |
| 30-7-1994                                                               | Vilnius                                                                 | Estonia                                                                 | 0 – 2                                                                   | Lettonia                                                                | Coppa del Baltico 1994                                                  | -                                                                       | 67’                                                                     |
| 31-7-1994                                                               | Vilnius                                                                 | Lituania                                                                | 1 – 0                                                                   | Lettonia                                                                | Coppa del Baltico 1994                                                  | -                                                                       | 67’                                                                     |
| 9-10-1994                                                               | Riga                                                                    | Lettonia                                                                | 1 – 3                                                                   | Portogallo                                                              | Qual. Euro 1996                                                         | -                                                                       | 66’                                                                     |
| 29-3-1995                                                               | Salisburgo                                                              | Austria                                                                 | 5 – 0                                                                   | Lettonia                                                                | Qual. Euro 1996                                                         | -                                                                       | 66’                                                                     |
| 26-4-1995                                                               | Riga                                                                    | Lettonia                                                                | 0 – 1                                                                   | Irlanda del Nord                                                        | Qual. Euro 1996                                                         | -                                                                       | 72’                                                                     |
| 19-5-1995                                                               | Riga                                                                    | Lettonia                                                                | 2 – 0                                                                   | Estonia                                                                 | Coppa del Baltico 1995                                                  | -                                                                       |                                                                         |
| 21-5-1995                                                               | Riga                                                                    | Lettonia                                                                | 2 – 0                                                                   | Lituania                                                                | Coppa del Baltico 1995                                                  | -                                                                       |                                                                         |
| 3-6-1995                                                                | Porto                                                                   | Portogallo                                                              | 3 – 2                                                                   | Lettonia                                                                | Qual. Euro 1996                                                         | -                                                                       |                                                                         |
| 7-6-1995                                                                | Belfast                                                                 | Irlanda del Nord                                                        | 1 – 2                                                                   | Lettonia                                                                | Qual. Euro 1996                                                         | -                                                                       | 44’                                                                     |
| 16-8-1995                                                               | Riga                                                                    | Lettonia                                                                | 3 – 2                                                                   | Austria                                                                 | Qual. Euro 1996                                                         | -                                                                       | 83’                                                                     |
| 6-9-1995                                                                | Riga                                                                    | Lettonia                                                                | 1 – 0                                                                   | Liechtenstein                                                           | Qual. Euro 1996                                                         | -                                                                       |                                                                         |
| 8-7-1996                                                                | Narva                                                                   | Lettonia                                                                | 1 – 2                                                                   | Lituania                                                                | Coppa del Baltico 1996                                                  | -                                                                       | 67’                                                                     |
| Totale                                                                  |                                                                         | Presenze                                                                | 16                                                                      |                                                                         | Reti                                                                    | 0                                                                       |                                                                         |

## Palmarès

### Nazionale
- Coppa del Baltico: 2

1993, 1995

### Club
- Campionati lettoni: 2

Skonto: 1994, 1995